# Hällingsjö
Hällingsjö is een plaats in de gemeente Härryda in het landschap Västergötland en de provincie Västra Götalands län in Zweden. De plaats heeft 261 inwoners (2005) en een oppervlakte van 41 hectare.

## Verkeer en vervoer
Bij de plaats loopt de Länsväg 156.

## Voetnoten
1. ↑  (sv)  Tätort (17-02-2006). Zweeds Bureau voor Statistiek. Tätorter 2005. Bezocht op 13 april 2009.